# Haus des Dreizacks
Das Haus der Dreizacks (Maison du trident) befindet sich auf Delos und gehört mit etwa 370 m² zu den großen antiken Wohnbauten der Stadt. Das Haus liegt nördlich des Theaters im sogenannten Theaterviertel an der Ecke eines Wohnblockes. Das Haus wurde in hellenistischer Zeit errichtet.
Es handelt sich um das Peristylhaus mit der höchsten Anzahl von Mosaiken auf Delos, die jedoch zum großen Teil nur geometrische Muster zeigen. Vom Eingang im Westen gelangt man über einen längeren Gang direkt in das Peristyl, das vollkommen mit einem weißen Mosaik bedeckt ist, darin gibt es diverse Felder mit figürlichen Darstellungen. Weitere Räume befinden sich vor allem auf der linken, nördlichen Seite. Nur drei Mosaikfelder zeigen Figuren. Im Zentrum des Peristyls befindet sich ein großes, ornamentales Feld, dessen zentraler Teil schon in der Antike entfernt wurde und wahrscheinlich eine aufwendige figürliche Darstellung enthielt. Davor befindet sich ein einfaches Feld, das einen Delfin in einem schwarzen Rahmen mit einem Anker zeigt. Auf der nördlichen Seite befindet sich in einem schwarzen Feld die Darstellung eines Dreizacks, die dem Haus den modernen Namen gab. In einem nordöstlichen Raum, der vom Peristyl aus betreten werden konnte, befindet sich die Darstellung einer Vase mit einem Pferderennen als Motiv auf der Vase. Ein großes, geometrisches Mosaik befindet sich auch im Saal hinter dem Peristyl.

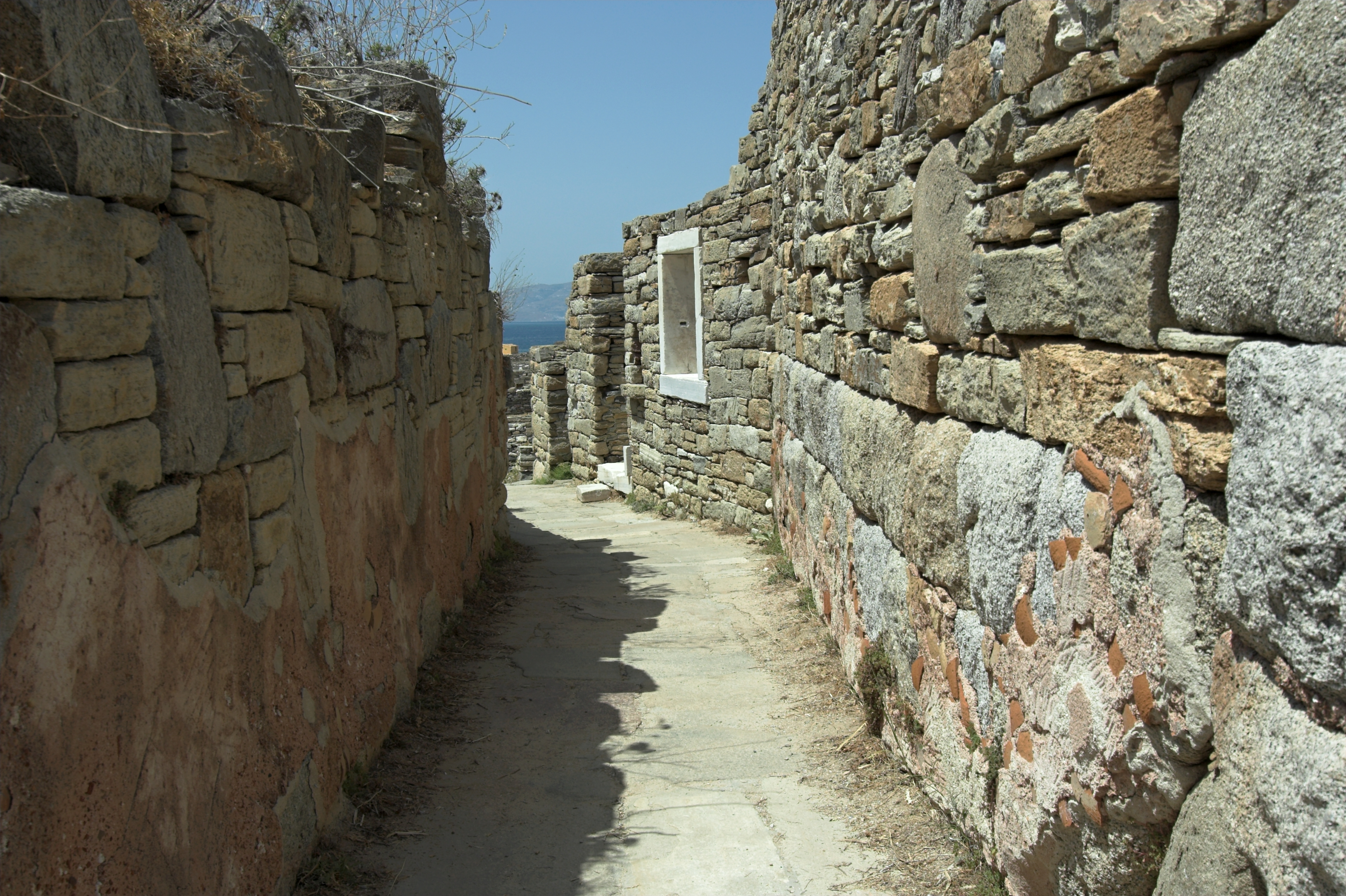
Das Haus des Dreizacks
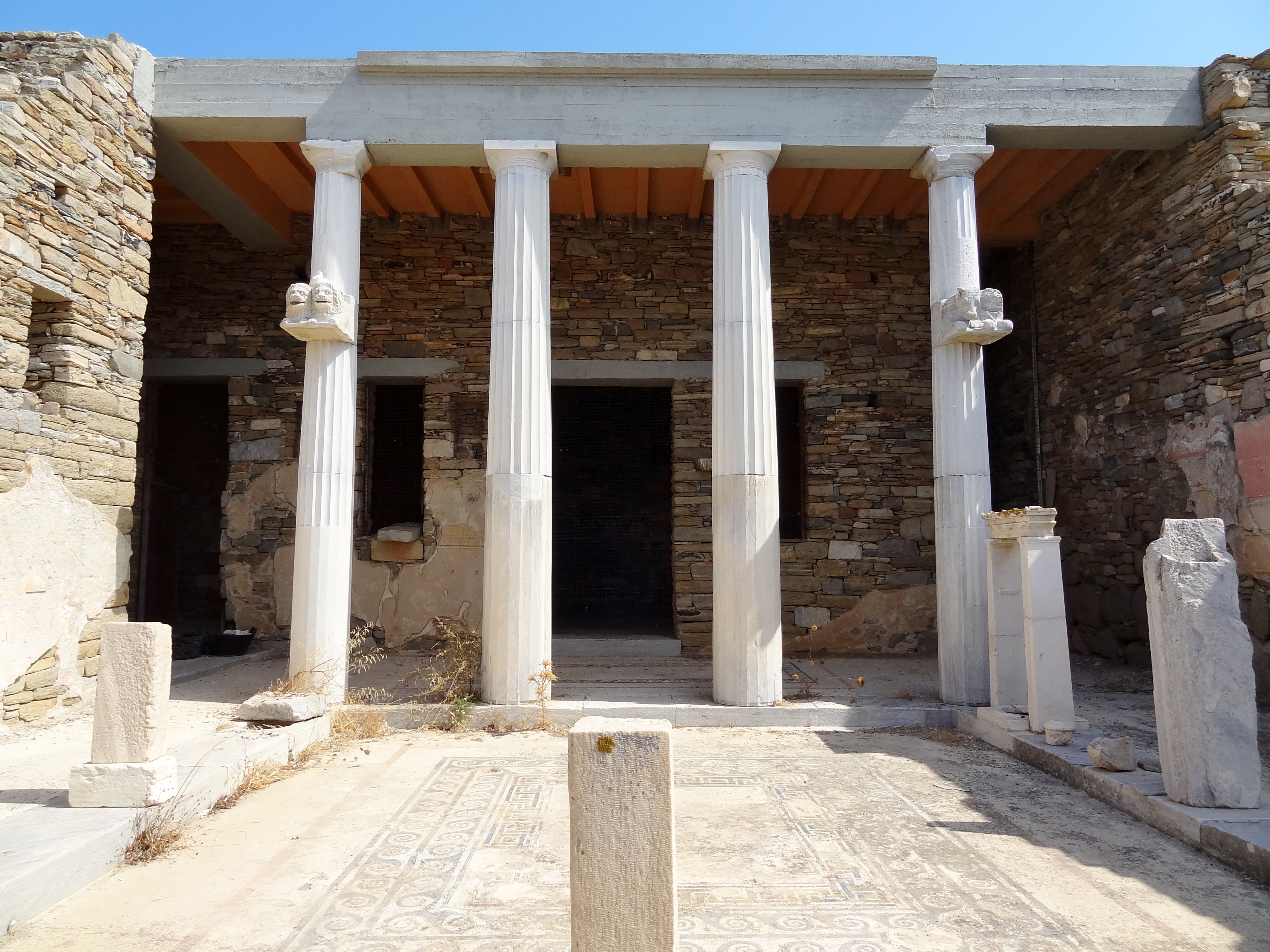
Das Peristyl
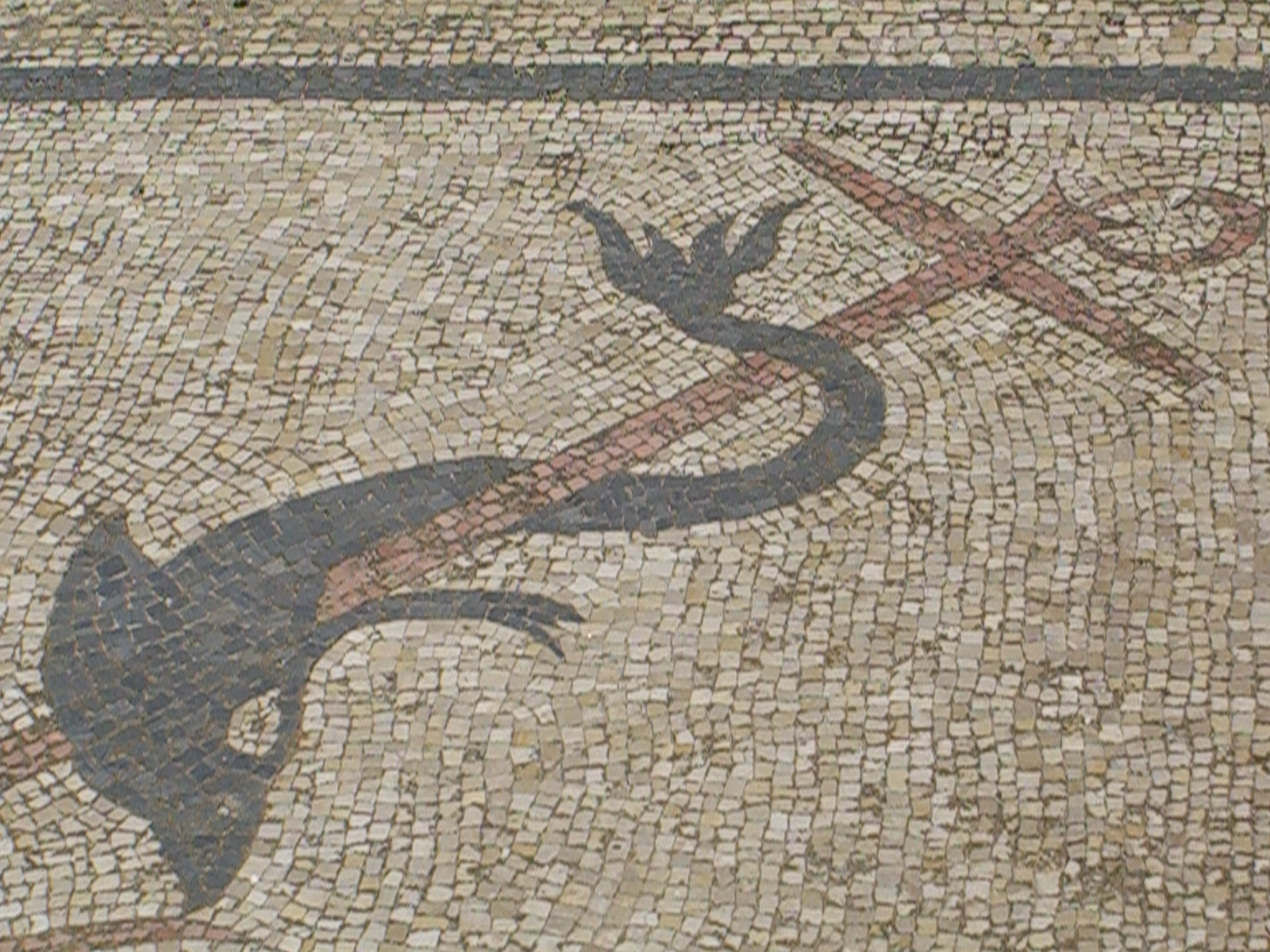
Mosaik: Delfin mit Anker
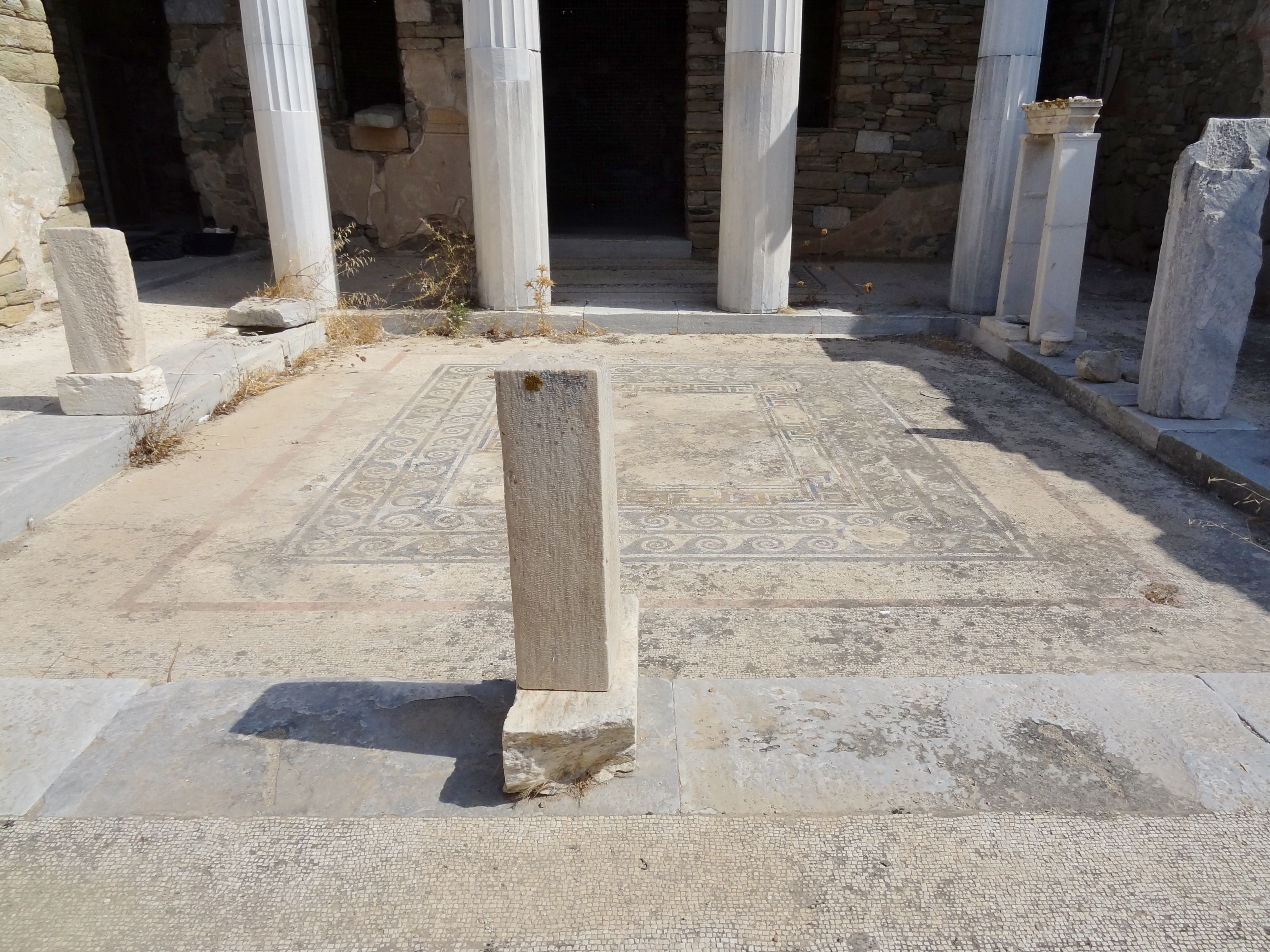
Das Mosaik im Peristyl